# زلزال جاوة الشرقية 2018
زلزال جاوة الشرقية 2018 هو زلزالٌ وقعَ في جاوة الشرقية في إندونيسيا بتاريخ 10 أكتوبر 2018.